# Crassispira tuckerana
Crassispira tuckerana é uma espécie de gastrópode do gênero Crassispira, pertencente à família Pseudomelatomidae.